# Estádio Municipal de Aveiro
Das Estádio Municipal de Aveiro (deutsch Städtisches Stadion von Aveiro) ist ein Fußballstadion in der portugiesischen Stadt Aveiro. Es wurde im neu angelegten Stadtpark am Rande der Stadt errichtet. Es war eines von zehn Stadien der Fußball-Europameisterschaft 2004 und wurde eigens dafür gebaut.

## Geschichte
Der Bau der Fußballarena begann im Juni 2001. Die von Architekt Tomás Taveira entworfene Sportstätte bietet 32.830 Plätze und wurde am 15. November 2003 offiziell eröffnet. Zur Eröffnung des 62 Mio. Euro teuren Stadions wurde das Freundschaftsspiel zwischen Portugal und Griechenland ausgetragen, das mit einem 1:1 endete. Die Besonderheit des Stadions ist seine farblich bunte Gestaltung. Diese zieht sich von der Fassade über den Innenraum sowie dem Dach bis hin zu den bunt verteilten Kunststoffsitzen auf den Rängen.
Die gesamte Fläche des Stadiongeländes beträgt 32 Hektar. Die Zuschauerränge sind mit einem 2.250 Tonnen schweren Dach komplett abgedeckt, aber nach hinten hin offen. Die Konstruktion wird von zwanzig Stahlmasten getragen. In mehreren Bereichen des Stadions stehen insgesamt rund 900 V.I.P.- und Logenplätze bereit. Um das Stadion befinden sich Parkplätze für mehr als 3.000 PKWs und 70 Busse. Im Innenraum befinden sich zwei Anzeigetafeln mit je 34 m² Fläche. Für die Sicherheit im und um das Stadion wurden 140 Überwachungskameras installiert. Im Stadion stehen für die Besucher 32 Verkaufsstände zur Verfügung.
Im Jahr 2006 fanden vier Spiele der U-21-Fußball-Europameisterschaft in Aveiro statt. Von 2009 bis 2018 und seit 2020 ist die Anlage Austragungsort des Spiels um den portugiesischen Fußball-Supercup der Männer. Im September 2023 fanden die Finalspiele des portugiesischen Fußball-Supercup der Frauen im Estádio Municipal statt.
Trotzdem finden bis auf die Spiele des SC Beira-Mar nur wenige Veranstaltungen im Stadion statt. Die Partien des SC Beira-Mar werden, bis auf die Spiele gegen Benfica Lissabon, Sporting Lissabon und den FC Porto, meist nur von ein paar tausend Zuschauern besucht. Nach dem Abstieg 2013 fiel der Schnitt sogar auf unter 1000 Zuschauer pro Spiel. Dafür weicht der FC Arouca seit seinem Aufstieg in die höchste Liga für Spiele mit erwartet hohem Zuschauerzuspruch ins Estádio Municipal aus. Durch die schlechte Auslastung können die hohen Betriebskosten nicht refinanziert werden und lasten auf der Stadt. Es wurde gefordert, das Estádio Municipal de Aveiro abzureißen und durch ein kleineres und günstigeres Stadion zu ersetzen. Konkrete Pläne gab es dafür aber nicht. Hingegen wurde im Jahr 2020 das alte Estádio Mário Duarte aus dem Jahr 1935 in Aveiro abgerissen und der dortige Verein SC Beira-Mar spielt mittlerweile wieder im Estádio Municipal de Aveiro.

## Spiele der Fußball-Europameisterschaft 2004 in Aveiro
- 15. Juni 2004, Gruppe D:  Tschechien –  Lettland 2:1 (0:1)
- 19. Juni 2004, Gruppe D:  Niederlande –  Tschechien 2:3 (2:1)

## Spiele der U-21-Fußball-Europameisterschaft 2006 in Aveiro
- 24. Mai 2006, Gruppe B:  Italien –  Dänemark 3:3
- 26. Mai 2006, Gruppe B:  Dänemark –  Niederlande 1:1
- 26. Mai 2006, Gruppe B:  Niederlande –  Italien 1:0
- 01. Juni 2006, Halbfinale:  Ukraine –  Serbien und Montenegro 0:0 n. V., 5:4 i. E.

## Länderspiele der portugiesischen Nationalmannschaft in Aveiro
- 15. Nov. 2003:  Portugal –  Griechenland 1:1 (Freundschaftsspiel)
- 08. Okt. 2005:  Portugal –  Liechtenstein 2:1 (WM-Qualifikation 2006)
- 20. Aug. 2008:  Portugal –  Färöer 5:0 (Freundschaftsspiel)
- 29. Mär. 2011:  Portugal –  Finnland 2:0 (Freundschaftsspiel)
- 07. Sep. 2014:  Portugal –  Albanien 0:1 (EM-Qualifikation 2016)
- 07. Okt. 2016:  Portugal –  Andorra 6:0 (WM-Qualifikation 2018)

## Galerie

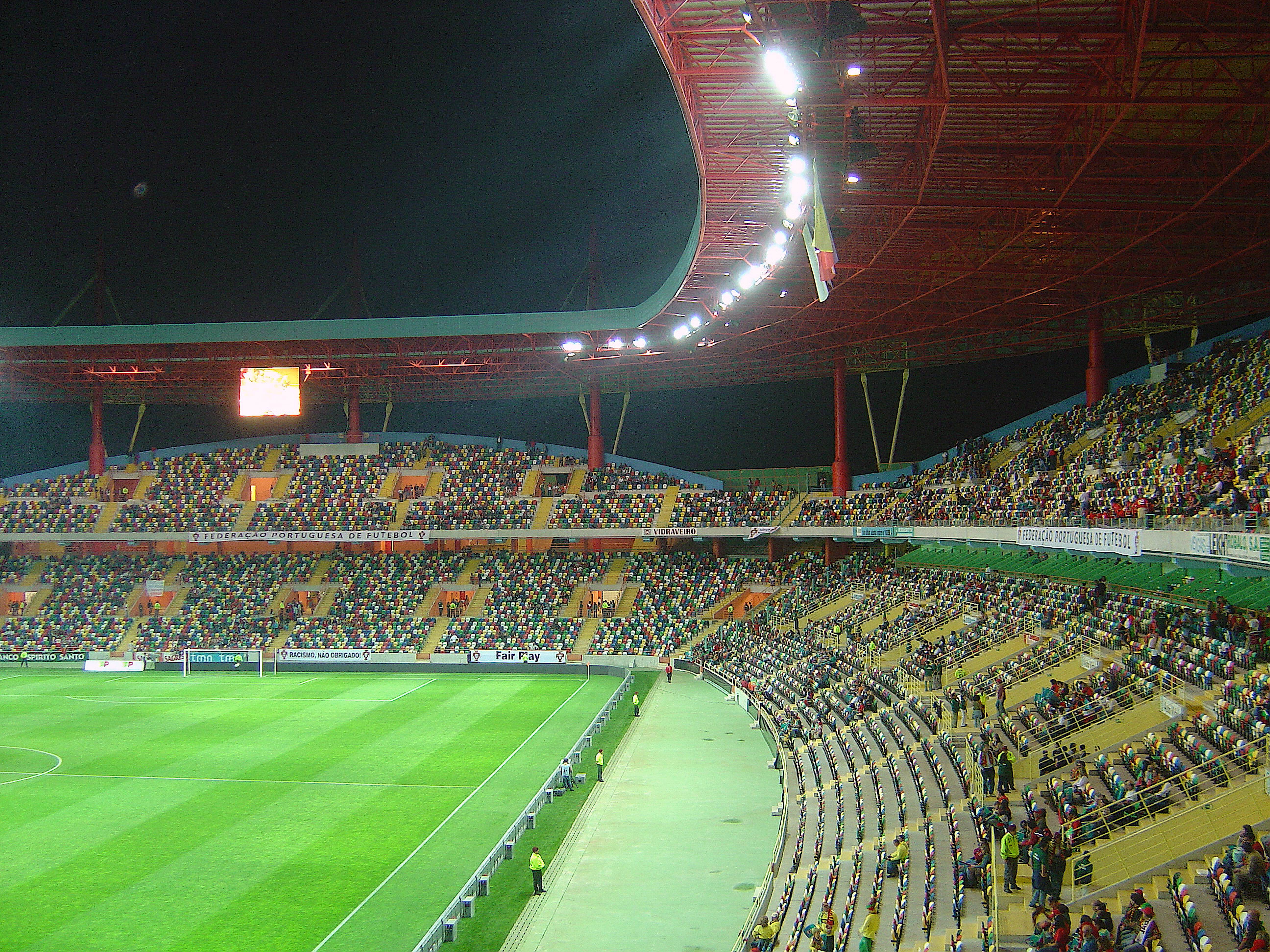
Tribünen des Stadions
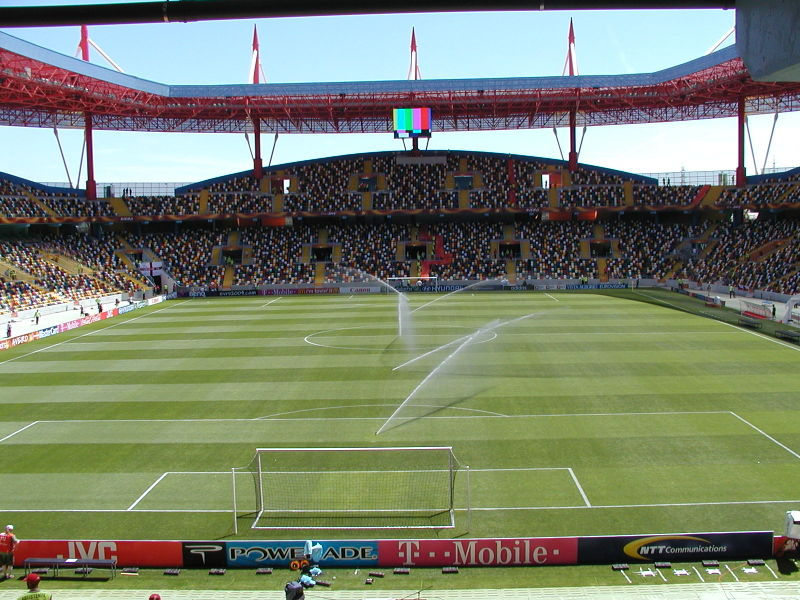
Innenraum im Juni 2004
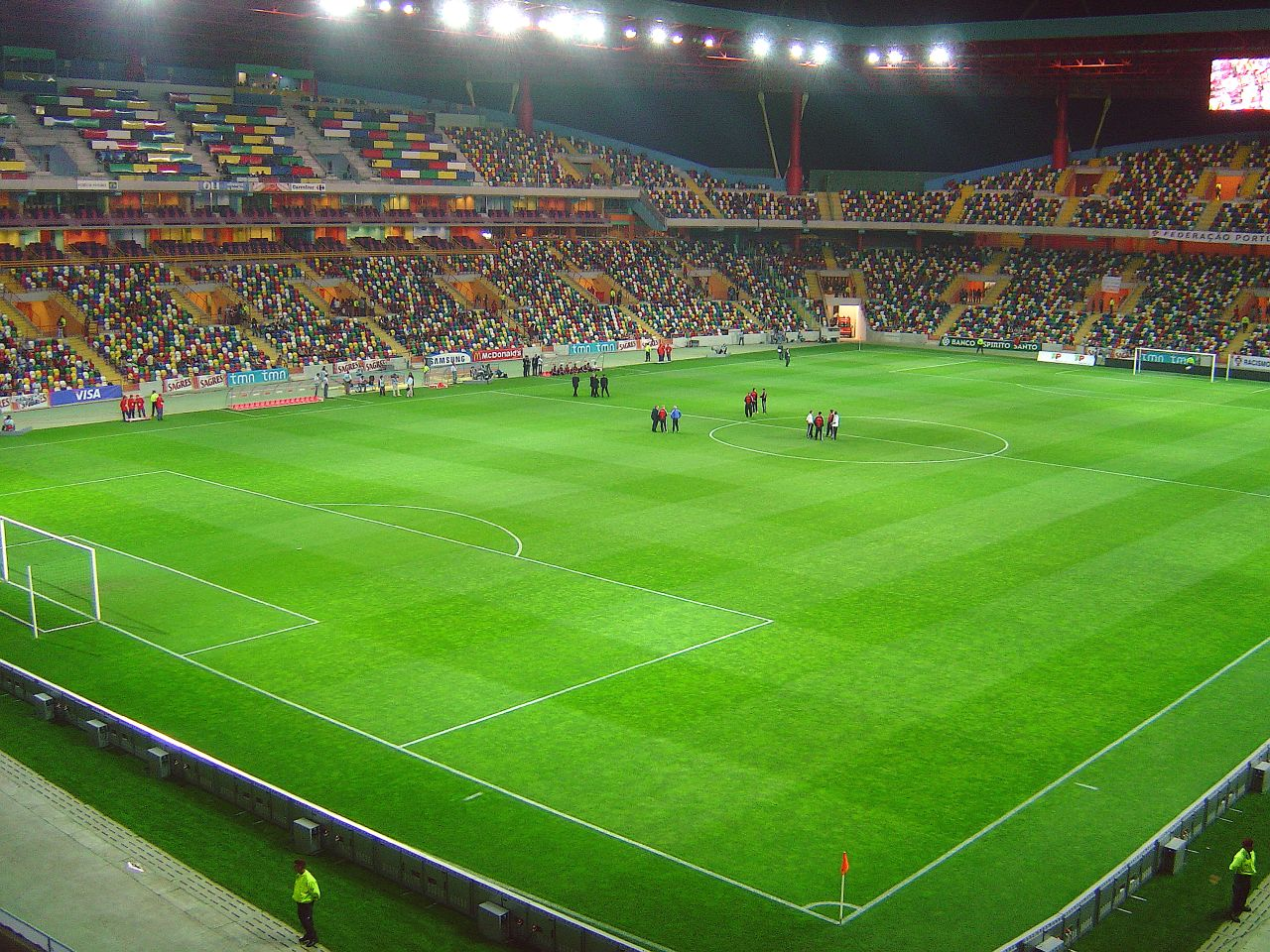
Spielfeld des Estádio Municipal de Aveiro